# Elecciones al Parlamento de Navarra

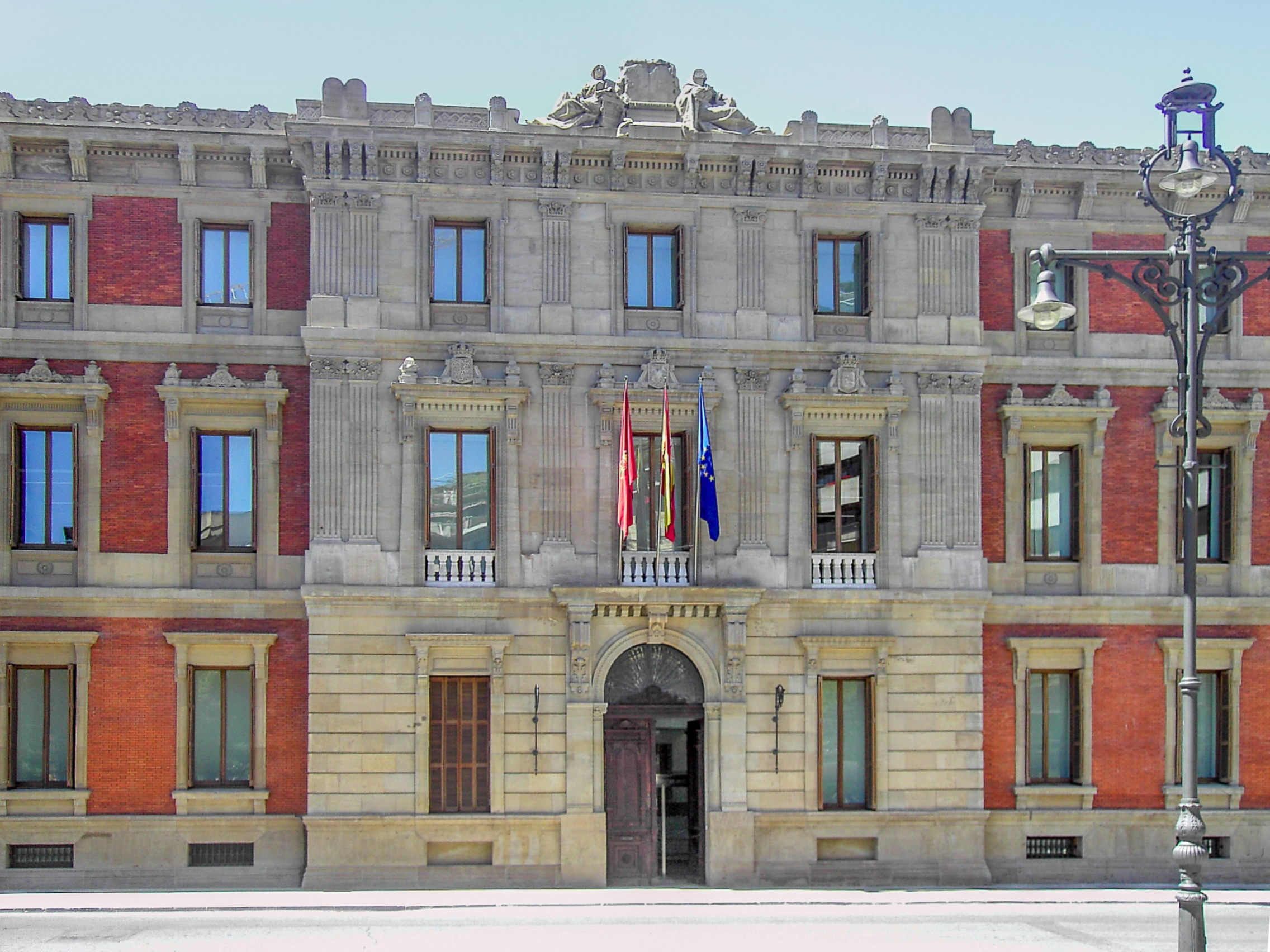
Fachada del Parlamento de Navarra.

Las elecciones al Parlamento de Navarra son las elecciones forales en las que los ciudadanos de Navarra eligen a los miembros del Parlamento de Navarra. Estas elecciones se celebran el cuarto domingo de mayo cada cuatro años. El Parlamento de Navarra está formado por cincuenta parlamentarios. Las últimas elecciones al Parlamento de Navarra se celebraron el 28 de mayo de 2023. Las próximas elecciones se celebrarán el 23 de mayo de 2027, o antes en caso de elecciones anticipadas.

## Legislación
La legislación para las elecciones al Parlamento de Navarra está compuesta por la Constitución española de 1978, la Ley Orgánica del Régimen Electoral General (LOREG) de 1985, la Ley Orgánica de Reintegración y Amejoramiento del Régimen Foral de Navarra (LORAFNA) de 1982 —modificada por última vez en 2010— y la Ley Foral 16/1986, de 17 de noviembre, Reguladora de las Elecciones al Parlamento de Navarra —modificada por última vez en 2004—.

## Convocatoria
Las elecciones autonómicas son convocadas por el presidente de la Comunidad Foral de Navarra. Se celebran el cuarto domingo de mayo de cada cuatro años, coincidiendo con las elecciones municipales y las elecciones autonómicas de la mayoría de comunidades autónomas. Desde la reforma del Amejoramiento del Fuero de 2001, el presidente de Navarra puede disolver de forma anticipada el Parlamento de Navarra y convocar elecciones. El nuevo Parlamento que resultaba de la convocatoria electoral tenía un mandato limitado por el término natural de la legislatura original. Sin embargo, desde la reforma del Amejoramiento del Fuero de 2010, el Parlamento recién elegido dispone de una nueva legislatura completa de cuatro años. Además, no se puede disolver el Parlamento de forma anticipada durante el primer período de sesiones de la legislatura, ni durante el último año de legislatura, ni durante el primer año desde la última disolución anticipada, ni durante la tramitación de una moción de censura, ni cuando está convocado un proceso electoral estatal. Nunca se han adelantado las elecciones al Parlamento de Navarra.

## Sistema electoral

Circunscripción única del Parlamento de Navarra

La Ley Orgánica de Reintegración y Amejoramiento del Régimen Foral de Navarra de 1982 establece que los miembros del Parlamento de Navarra son elegidos mediante sufragio universal libre, igual, directo y secreto. También establece que el Parlamento debe estar compuesto por un mínimo de cuarenta parlamentarios y un máximo de sesenta. La Ley Foral Reguladora de las Elecciones al Parlamento de Navarra de 1986 establece su composición en 50 parlamentarios. Los parlamentarios se eligen mediante escrutinio proporcional plurinominal con listas cerradas.
La circunscripción electoral del Parlamento de Navarra es única y comprende todo el territorio de Navarra. La asignación de escaños a las listas electorales se realiza mediante el sistema D'Hondt, tal y como establece la ley electoral navarra. El sistema D'Hondt es un método matemático para repartir los escaños a las listas electorales de forma aproximadamente proporcional a su porcentaje de votos. La barrera electoral para poder optar al reparto de escaños es del 3% de los votos válidos (suma de los votos a candidatura y los votos en blanco).
Desde la reforma de la LOREG de 2007 en las elecciones autonómicas de todas las comunidades autónomas las candidaturas deben presentar listas electorales con una composición equilibrada de hombres y mujeres, de forma que cada sexo suponga al menos el 40% de la lista. Esta reforma fue recurrida por el Grupo Parlamentario Popular del Congreso de los Diputados ante el Tribunal Constitucional, que en 2008 concluyó que la reforma sí era constitucional.

## Historia
Las primeras elecciones al Parlamento de Navarra se convocaron para el 3 de abril de 1979, que fueron reguladas por el Real Decreto 121/1979, de 26 de enero y en la que se eligieron 70 parlamentarios. Posteriormente se han celebrado elecciones en 1983, 1987, 1991, 1995, 1999, 2003, 2007, 2011 y 2015 conforme a la Ley Orgánica 13/1982, de 10 de agosto, de Reintegración y Amejoramiento del Régimen Foral de Navarra (LORAFNA), y en ellas se eligieron 50 parlamentarios en distrito electoral único para toda la Comunidad Foral.

### Elecciones de 1979
Las primeras elecciones se celebraron en 1979, con un censo de 365.080 electores y una participación del 70,76%. Ocho partidos diferentes obtuvieron representación. Los resultados fueron los siguientes: UCD 20 escaños, PSOE 15, UPN 13, HB 9, Agrupaciones Electorales de Merindad 7, Nacionalistas Vascos 3, Partido Carlista 1, Unión Navarra de Izquierdas 1 y Agrupación Electoral Independientes Forales Navarros 1.
Para estas elecciones Navarra quedó dividida en siete distritos electorales: uno por cada merindad (Tudela, Estella, Olite y Sangüesa), y dos por la de Pamplona. Se eligieron un número de parlamentarios directamente proporcional al de electores que reunía cada una: 10 en Estella, 9 en Olite, 18 en Pamplona ciudad, 13 en Pamplona resto, 9 en Sangüesa y 11 en Tudela. Los cinco candidatos más votados en cada distrito y los dos con mayor respaldo en Tudela serían los nuevos diputados forales y los encargados de designar al nuevo presidente de la Diputación o Gobierno de Navarra. Este sistema favorecía a los partidos mayoritarios y fue pactado por Amadeo Marco, vicepresidente de la Diputación Foral de Navarra con el presidente del Gobierno de España Adolfo Suárez y el Ministro del Interior Rodolfo Martín Villa.
El Gobierno de Navarra que se conformó tras estas elecciones estuvo formado por 7 diputados generales (4 de UCD, 1 del PSOE, 1 de HB y 1 de A.E.M), presididos por Jaime Ignacio del Burgo Tajadura (UCD), quien más tarde implicado en un caso de corrupción fue destituido y sustituido por Juan Manuel Arza Muñazuri, también de UCD y finalmente restituido en el cargo por el Tribunal Supremo. Este reparto se realizó a partir de los ganadores en cada uno de los distritos.

### Elecciones de 1983
El 8 de mayo de 1983 eran 379.692 los navarros llamados a las urnas. Acudió el 70,86%, con lo que la abstención se quedó en el 29,14%, unas décimas por debajo de la cita electoral de 1979. Los resultados fueron los siguientes: PSOE 20 escaños (94.737 votos), UPN 13 (62.072), la coalición AP-PDP-UL 8 (37.554), HB 6 (28.055) y PNV 3 (18.161). En estas elecciones se perfilan las mayorías parlamentarias o bloques ideológicos de las siguientes décadas (izquierda, derecha y nacionalista). El PSOE conformó un gobierno presidido por Gabriel Urralburu tras estas elecciones.

### Elecciones de 1987
En las elecciones de 1987 se registró la mayor participación de las tres primeras citas con las urnas, ya que votó el 72,78% de los 393.326 censados, con lo que la abstención se quedó en el 27,22%. Los resultados fueron los siguientes: PSN-PSOE 15 (78.338), UPN 14 (69.311), HB 7 (38.111), CDS 4 (20.978), EA 4 (19.821), Unión Demócrata Foral 3 (17.648), AP 2 (11.903) y EE 1 (9.614). PSN-PSOE se mantuvo como primera fuerza, aun disminuyendo su apoyo electoral, debido a la dispersión de los sectores conservadores. EA, escisión del PNV, consiguió reducir a una presencia testimonial a su partido matriz que desapareció del parlamento. Tras estas elecciones el PSN-PSOE repitió gobierno presidido también por Gabriel Urralburu.

### Elecciones de 1991
En las elecciones de 1991 se registró una participación del 66,7%, la más baja de las elecciones al Parlamento de Navarra. Los resultados fueron los siguientes: UPN 20 escaños, PSN-PSOE 19, HB 6, EA 3 e IUN 2. La unificación del centro derecha en UPN arrebató el liderato a un PSN-PSOE que mejoró sus resultados. El Gobierno no estuvo en manos del PSN-PSOE, como en las dos ocasiones anteriores, sino que se conformó un gabinete regionalista presidido por el candidato de UPN, Juan Cruz Alli Aranguren.

### Elecciones de 1995
En las elecciones de 1995 participó el 68,43% del electorado. Los resultados fueron los siguientes: UPN 17 escaños, PSN-PSOE 11, CDN 10, IUN 5, HB 5 y EA 2. Convergencia de Demócratas de Navarra (CDN), escisión de UPN liderada por Juan Cruz Alli, obtuvo unos excelentes resultados en sus primeros comicios e IUN duplicó sus sufragios de la anterior consulta electoral, alcanzando ambos su techo histórico a costa del desplome del PSN-PSOE que perdió casi la tercera parte de sus votos.
Tras estas elecciones se conformó por primera vez en Navarra un gobierno de coalición que agrupó a los partidos PSN-PSOE, CDN y Eusko Alkartasuna, bajo la presidencia del socialista Javier Otano Cid. No obstante, en octubre de 1996, tras la dimisión del presidente Otano (junio de 1996), implicado en un caso de corrupción se conformó otro gabinete presidido por el candidato de UPN, Miguel Sanz, que fue apoyado únicamente por los parlamentarios de su partido. Tras las investigaciones judiciales los dos últimos presidentes socialistas ingresaron en prisión.

### Elecciones de 1999
En las elecciones del 13 de junio de 1999, la participación fue del 66,25%, la más baja de las elecciones al Parlamento de Navarra que han tenido lugar en la Comunidad Foral desde 1979. El censo de votantes ascendía en esta ocasión a 461.729 ciudadanos y la abstención fue del 33,75%. Los resultados fueron los siguientes: UPN 22 escaños (125.497 votos), PSN-PSOE 11 (61.531), EH 8 (47.271), IUN 3 (20.879), CDN 3 (20.821) y la coalición EA-PNV 3 (16.512).
Éxito electoral de UPN que duplicó en votos a PSN-PSOE, que mantuvo un electorado fiel tras superar muchos problemas internos. Descenso de CDN y máximo histórico de la izquierda abertzale con las siglas EH, en periodo de tregua de la banda terrorista ETA, manteniéndose IUN. El gobierno formado tras estas elecciones sería presidido por el candidato de UPN Miguel Sanz.

### Elecciones de 2003
Las elecciones de mayo de 2003 tuvieron una participación del 72,28% sobre un censo de 452.665 personas, y la abstención fue del 27,72%. Se dieron los siguientes resultados: UPN, 23 escaños (126.725 votos); PSN-PSOE, 11 escaños (64.663 votos); IUN, 4 escaños (26.834 votos); Aralar, 4 escaños (23.697 votos); CDN, 4 escaños (23.437 votos); y la coalición EA-PNV, 4 escaños (22.727).
UPN no acusó el desgaste del gobierno manteniéndose el resto de partidos como en sus anteriores resultados. PSN se mantuvo por tercera vez en los resultados de 1995. Irrupción de Aralar como cuarta fuerza navarra tras la ilegalización de los partidos de la autodenominada "izquierda abertzale" que, al no poder presentarse a los comicios, pidieron el voto nulo llegando a los 21.296 sufragios, equivalentes a 3 escaños. UPN y CDN sumaron sus respectivas fuerzas para formar un gobierno de coalición con mayoría suficiente, presidido por el candidato de UPN Miguel Sanz Sesma.

### Elecciones de 2007
En las elecciones de 2007 la participación fue del 73,8%, la más alta de las elecciones al Parlamento de Navarra. El censo de votantes era de 458.288 ciudadanos. Los resultados fueron los siguientes: UPN 22 escaños, Nafarroa Bai 12, PSN-PSOE 12, CDN 2, y IUN-NEB 2. Pese a que UPN consiguió su marca histórica, el equipo de gobierno UPN-CDN perdió la mayoría absoluta. Nafarroa Bai irrumpió con fuerza al situarse en segunda posición, igualada en escaños por el PSN-PSOE. Descenso notable de CDN e IUN, que perdieron la mitad de sus escaños. La izquierda abertzale pidió el voto para ANV, pero sus listas fueron anuladas, por lo que sus votos fueron considerados nulos. Hubo 18.096 votos, considerando el voto nulo técnico en unos 3.000 votos (de acuerdo con anteriores comicios y el nivel de participación de estas elecciones), se habría traducido en dos escaños.[cita requerida] Tras firmarse un gobierno de coalición NaBai-PSN-IU que hubiera sido presidido por el socialista Fernando Puras, el PSN fue obligado por su dirección nacional a abstenerse, con lo que se reeditó el gobierno de UPN-CDN.

### Elecciones de 2011
En las elecciones de 2011 Bildu entró en el parlamento con 7 diputados, por detrás de UPN (19), PSN (9) y NaBai (8), todos los cuales perdieron varios escaños. Además, PP obtuvo 4 e IUN 3. Se formó un gobierno de coalición entre UPN y PSN, presidido por Yolanda Barcina (UPN).

### Elecciones de 2015
En las elecciones de 2015 los resultados fueron los siguientes:  UPN, 15 escaños; Geroa Bai, 9; EH Bildu, 8; Podemos, 7; PSN, 7; PP, 2; I-E, 2. Uxue Barkos fue investida presidenta con los votos de Geroa Bai, EH Bildu, Podemos e I-E, y la abstención del PSN.

### Elecciones de 2019
En las elecciones de 2019 los resultados fueron los siguientes: Navarra Suma 20 escaños; PSN, 11; Geroa Bai, 9; EH Bildu, 7; Podemos, 2; I-E, 1. La socialista María Chivite fue investida presidenta con los votos de PSN, Geroa Bai, Podemos e I-E, y la abstención parcial de EH Bildu.

### Elecciones de 2023
En las elecciones de 2023 los resultados fueron los siguientes: UPN, 15 escaños; PSN, 11; EH Bildu, 9; Geroa Bai, 7; PP, 3; Contigo Navarra, 3; Vox, 2. María Chivite fue investida presidenta con los votos de PSN, Geroa Bai y Contigo Navarra, y la abstención de EH Bildu.

## Resultados
|  | 64,4 % |

| 15  | 11  | 9        | 7         | 3  | 3       | 2   |
| UPN | PSN | EH Bildu | Geroa Bai | PP | Contigo | Vox |

|  | 72,2 % |

| 20  | 11  | 9         | 7        | 2       | 1  |
| NA+ | PSN | Geroa Bai | EH Bildu | Podemos | IE |

|  | 68,3 % |

| 15  | 9         | 8        | 7       | 7   | 2  | 2  |
| UPN | Geroa Bai | EH Bildu | Podemos | PSN | PP | IE |

|  | 67,4 % |

| 19  | 9   | 8     | 7     | 4  | 3   |
| UPN | PSN | NaBai | Bildu | PP | IUN |

|  | 73,8 % |

| 22  | 12    | 12  | 2   | 2   |
| UPN | NaBai | PSN | CDN | IUN |

|  | 70,7 % |

| 23  | 11  | 4   | 4      | 4   | 4      |
| UPN | PSN | IUN | Aralar | CDN | EA-PNV |

|  | 66,2 % |

| 22  | 11  | 8  | 3   | 3   | 3      |
| UPN | PSN | EH | IUN | CDN | EA-PNV |

|  | 68,4 % |

| 17  | 11  | 10  | 5   | 5  | 2  |
| UPN | PSN | CDN | IUN | HB | EA |

|  | 66,7 % |

| 20  | 19  | 6  | 3  | 2   |
| UPN | PSN | HB | EA | IUN |

|  | 72,9 % |

| 15  | 14  | 7  | 4   | 4  | 3   | 2  | 1  |
| PSN | UPN | HB | CDS | EA | UDF | AP | EE |

|  | 70,9 % |

| 20  | 13  | 8         | 6  | 3   |
| PSN | UPN | AP-PDP-UL | HB | PNV |

|  | 70,8 % |

| 20  | 15   | 13  | 9  | 7      | 3  | 1   | 1    | 1   |
| UCD | PSOE | UPN | HB | Amaiur | NV | EKA | UNAI | IFN |